# Boule de bowling

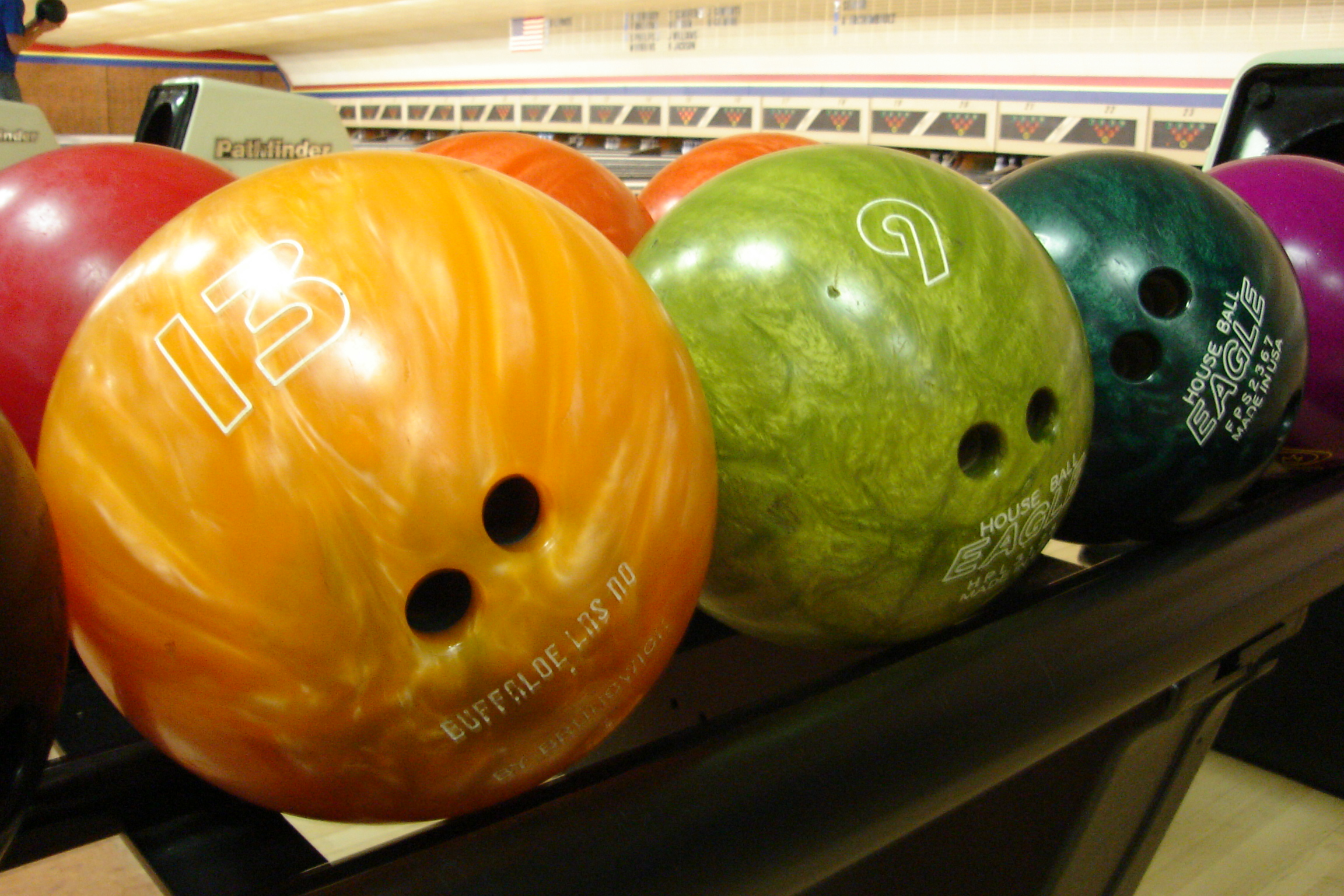
Des boules de bowling.

Une boule de bowling est une boule utilisée pour le bowling. Elle est généralement fabriquée en uréthane (plastique) ou résine (ébonite). Elle est percée de trois trous afin de pouvoir y glisser son pouce, son majeur et son annulaire.
Il existe deux sortes de boules : boule dure et boule réactive. Leur diamètre est compris entre 8,5 et 8,595 pouces (21,59 et 21,83 cm).
Les masses sont indiquées en livres (= 453.59 g / U) sur les boules. 
| Numéro Boule | Masse en kg |
| ------------ | ----------- |
| 6            | 2,72        |
| 7            | 3,18        |
| 8            | 3,63        |
| 9            | 4,08        |
| 10           | 4,54        |
| 11           | 4,99        |
| 12           | 5,44        |
| 13           | 5,90        |
| 14           | 6,35        |
| 15           | 6,80        |
| 16           | 7,26        |

## Fabrication
Une boule de bowling est fabriquée à partir de plastique ou de résine.
Les premiers modèles ont été réalisés en Sideroxylon et en Olea Laurifolia, les bois les plus lourds au monde[réf. nécessaire]. En France, on utilisait le noyer.